# Vaterpolski klub Taurus
Vaterpolski klub Taurus je vaterpolski klub iz Suđurđa na otoku Šipanu.    

## Povijest
Klub je nastao 1981. kada ga je osnovala udruga mladeži "Suđurađ". Klub je djelovao neslužbeno u osamdesetima odigravajući nebrojene utakmice sa susjednim rivalima VK Šipanom. U devedesetima, na Taurus se zaboravilo sve do 2003. kada ga ponovno osniva tadašnja mladež, uz pomoć sadašnjeg predsjednika, ujedno i originalnog osnivača iz 1981. Klub je registriran i počeo se natjecati u trećoj hrvatskoj ligi. Od 2004. do 2007. klub je organizirao godišnji turnir "Vrbova" na kojem je okupljao manje klubove iz dubrovačke Divlje lige. "Vrbova" je s godinama prerasla u "Kup Elafita" koji okuplja četiri kluba s tri otoka Elafitskog arhipelaga, Šipan(2 kluba), Lopud(1 klub) i Koločep(1 klub). "Kup Elafita" je osobno djelo predsjednika Taurusa.

## Klupski uspjesi
3. hrvatska liga - 2. mjesto (2003., 2004., 2005.,)
vaterpolski turnir "Vrbova" - 1. mjesto (2004., 2005., 2006., 2007.,)
Kup Elafita - 1. mjesto (2008.), 2. mjesto(2009.)